# Ruy Gonçalo do Valle Peixoto de Villas Boas
Ruy Gonçalo do Valle Peixoto de Villas Boas (Porto, 27 november 1939) is een Portugees edelman, scheikundig ingenieur, grootcommandeur van de Orde en (van april tot november 2020) interim-luitenant-grootmeester van de Soevereine Orde van Malta.

## Levensloop
Do Valle promoveerde tot scheikundig ingenieur. Na het volbrengen van zijn militaire dienst werkte hij voor de Portuguese Tobacco Company, als directeur van Onderzoek en Ontwikkeling.
Hij werd lid van de Cooperation Centre for Scientific Research Relative to Tobacco (CORESTA) en van de Internationale Organisatie voor Standaardisatie (ISO). In 1986 werd hij vicevoorzitter van CORESTA.
In 1984 werd hij lid van de Portugese tak van de Orde van Malta. In 1996 werd hij Ridder van Obediëntie. In 2008, na het overlijden van zijn echtgenote, werd hij geprofest tot Ridder van Justitie en in 2015 sprak hij zijn plechtige geloften uit.
Hij heeft verschillende hoge functies uitgeoefend in de schoot van de Orde:
- Vertegenwoordiger van de Grootmeester in Brazilië.
- Raadslid, Kanselier en vicepresident van de Portugese Associatie van de Orde van Malta.
- Vicevoorzitter van de Portugese Associatie.
- Lid van de Raad en geestelijk coördinator van de vereniging van Portugese ridders van de Orde van Malta.

Gedurende vele jaren stond hij, ten persoonlijke titel, in voor het materieel en geestelijk welzijn van de gevangenen in een Portugese gevangenis. Hij nam regelmatig deel aan de bedevaarten van de Orde, naar Fatima en Lourdes.
Tijdens het Algemeen kapittel van mei 2014 werd Do Valle Peixoto de Villas Boas tot lid verkozen van de algemene raad. Tijdens het algemeen kapittel van mei 2019 werd hij verkozen tot Grootcommandeur van de Orde (tweede in de hiërarchische rangorde), waardoor hij op 29 april 2020 automatisch de interim luitenant-grootmeester werd in opvolging van de pas overleden grootmeester. Dit bleef hij tot de verkiezing van Marco Luzzago als luitenant-grootmeester op 8 november 2020. Op de dag van zijn eedaflegging, vereerde Luzzago zijn voorganger met het ereteken van Baljuw Grootkruis van Justitie.
Na de plotse dood van Luzzago op 6 juni 2022, nam Do Valle opnieuw zijn interimtaak op. Slechts voor enkele dagen, aangezien op 13 juni John T. Dunlap op last van paus Franciscus het ambt van luitenant-grootmeester opnam.

## Publicaties
- Rol dos cavaleiros de Língua portuguesa nos sécs. XVIII e XIX e registo de alguns Cavaleiros anteriores a esse período, Fonteireira, 1995.
- Os Grão-Mestres portugueses da Ordem de Malta, in: Filermo, 1996/97.
- Igreja de S. Brás e Santa Luzia, in: Filermo, 1998.
- Rol dos cavaleiros de Língua portuguesa dos sécs. XII a XIX e registo das comendas, governadores do hospital e das Maltesas, Fonteireira, 2002.
- Asociación de los Caballeros de la Soberana Orden Militar de Malta de Paraguay, Fonteireira, 2006.
- Associação Brasileira do Rio de Janeiro da Ordem Soberana Militar e Hospitalária de S. João de Jerusalém, de Rodes e de Malta, Fonteireira, 2006.